# Franklin Loufrani
Franklin Loufrani (25 de outubro de 1942, em Argel, na Argélia) é o presidente da Smiley Company, proprietária da marca comercial e dos direitos de autor do nome e do rosto Smiley em muitos países.

## História

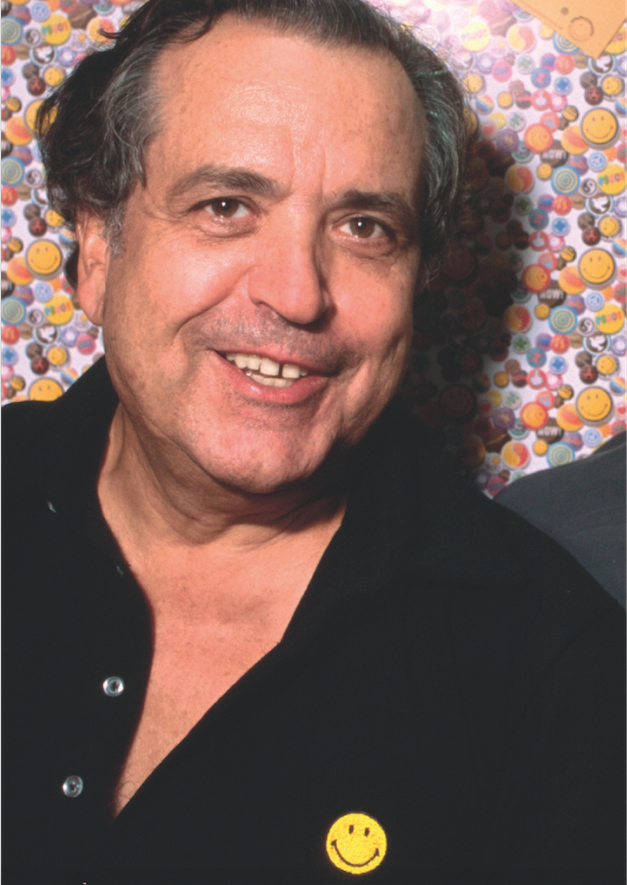
Franklin Loufrani, com um pin do rosto "Smiley".

Franklin Loufrani dedicou mais de cinco décadas ao jornalismo, tendo ainda desempenhado vários cargos de direção no setor do licenciamento.
Iniciou a sua atividade em 1960 como editor no diário France Soir e redator na agência de publicidade Masius-Landa. Em 1969, fundou o departamento de licenciamento da editora francesa Hachette para licenciar os direitos de Babar, o elefante e outros personagens dos livros publicados pela editora.
Em 1972, Loufrani tornou-se a primeira pessoa a registrar e promover o rosto Smiley, utilizando-o para destacar as boas notícias no jornal France Soir. Chamou-lhe simplesmente "Smiley" e começou a licenciar os direitos através da sua empresa, a Knowledge Management International (KIM).
Posteriormente, em 1973, tornou-se presidente e diretor-executivo da Junior Productions, agência de licenciamento da Marvel Comics, Hanna Barbera, Larry Harmon e outras grandes marcas norte-americanas para licenciamento global, assim como de marcas japonesas emergentes como a Goldorak (Yūfō Robo Gurendaizā no Japão), Prince Saphir (Ribon no Kishi no Japão) e muitas outras.
Em 1977, lançou a Télé-Junior S.A, empresa onde detinha os cargos de presidente e diretor editorial da revista Télé-Junior. Em 1978, tornou-se igualmente diretor editorial da Télé-Parade. Loufrani é então responsável pelo passo inovador na publicação e distribuição de revistas, discos, cassetes e videocassetes para aumentar a notoriedade das suas licenças, tornando-se o primeiro agente de licenciamento a apoiar as suas marcas licenciadas (Marvel, Hanna Barbera e Larry Harmon) através de campanhas nos média e de edição.
Em 1980, Loufrani foi nomeado secretário-geral do S.P.P.S (Sindicato das Publicações Periódicas Especializadas) e, em agosto do mesmo ano, criou a SARL Juniord’aujourd’hui como divisão da revista Femmes d’Aujourd’hui.
Graças à crescente notoriedade de Loufrani no setor editorial, em 1981, tornou-se membro consultor da administração da F.N.P.H.P (Federação Nacional da Imprensa Semanal e Periódica), antes de se tornar membro da comissão de publicidade da F.N.P.H.P em 1984.
Em outubro de 1981, comprou à Femmes d’Aujourd’hui as ações da SARL Junior d’aujourd’hui, adquirindo ainda os direitos de propriedade e exploração da Télé-Junior para sua empresa SARL Junior Productions.
Durante todo este período, Franklin Loufrani continuou a desenvolver o Smiley enquanto marca para licenciamento global e, em Londres, em 1996, Nicolas Loufrani juntou-se ao pai, trabalhando para a Smiley. Juntos fundaram a empresa de licenciamento Smiley, readquirindo todos os direitos de marcas registadas preexistentes que Franklin Loufrani tinha mantido sobre o logotipo Smiley desde 1971.

## Criação da marca Smiley
Em 1971, Loufrani foi desafiado por Pierre Lazareff, editor do France Soir, o principal jornal francês, a criar uma campanha para espalhar um pouco de alegria numa época em que as más notícias pareciam prevalecer. Ele teve a ideia de um logótipo simples para ser utilizado como forma de destacar as boas notícias.
O logotipo foi oficialmente registado como marca comercial no Instituto Nacional da Propriedade Industrial francês em 1º de outubro de 1971 nas categorias de produtos e serviços 1, 2, 4, 9, 14, 15, 16, 18, 20, 21, 24, 25, 28, 29, 30, 32, 33, 34, 35, 38, 39 e 41.
O logotipo Smiley foi criado em 1º de janeiro de 1972, quando o jornal francês France Soir publicou a campanha de promoção da felicidade "Pare para Sorrir", criada por Loufrani. É a primeira reclamação editada e datada que se conhece da propriedade dos direitos de autor do logotipo Smiley.
Em pouco tempo, a campanha de promoção ganhou dimensão, abrindo várias oportunidades de licenciamento para o Smiley em diferentes setores de atividade. A licença tornou-se num dos maiores fenômenos de merchandising.
A campanha do Smiley foi igualmente divulgada em outros jornais europeus, como o De Telegraaf, o Blick, e o La Vanguardia.

## Smiley World Association
Em 2005, a família Loufrani fundou uma instituição de solidariedade social, a The Smiley World Association (SWA), decidindo empregar parte dos lucros da empresa no apoio a projetos sociais em todo o mundo.